# Gianfranco Baldanello
Gianfranco Baldanello (* 13. November 1928 in Meran) ist ein italienischer Regisseur. Sein Pseudonym ist Frank G. Carroll.

## Leben
Baldanello, Sohn des Schauspielers Emilio Baldanello (1902–1952), begann 1952 als Regieassistent bei zahlreichen Genrefilmen. In dieser Funktion war er an über fünfzig Filmen beteiligt. Ab 1965 übernahm er selbst die Regie; dabei widmete er sich bis ins Jahr 1978 allen gerade populären Genres, wobei er abenteuerliche Stoffe handwerklich gekonnt umsetzte.
Als Pseudonym benutzte er den Namen Frank G. Carroll.

## Filmografie (Auswahl)
- 1965: Uccidete Johnny Ringo
- 1965: 30 Winchester für El Diabolo (30 Winchester per El Diablo)
- 1967: Mike Morris jagt Agenten in die Hölle (Il raggio infernale, spanisch Nido de espias)
- 1968: Auf die Knie, Django (Black Jack)
- 1968: Seine Winchester pfeift das Lied vom Tod (I lunghi giorni dell'odio)
- 1969: Die Mühle der Jungfrauen (Yellow, le cugine)
- 1972: Una colt in mano al diavolo
- 1973: Zorro junior (Il figlio di Zorro)
- 1974: Zehn Cowboys und ein Indianerboy (Dieci bianchi uccisi da un piccolo indiano)
- 1974: Die Spur des Wolfes (Il richiamo del lupo)
- 1978: Agenten kennen keine Tränen (A chi tocca, tocca…!)